# Peucedanum griseum
Peucedanum griseum är en flockblommig växtart som först beskrevs av Otto Stapf och Richard von Wettstein, och fick sitt nu gällande namn av Ahmed Ahmad Parsa. Peucedanum griseum ingår i släktet siljor, och familjen flockblommiga växter. Inga underarter finns listade i Catalogue of Life.